# Alt navarrès

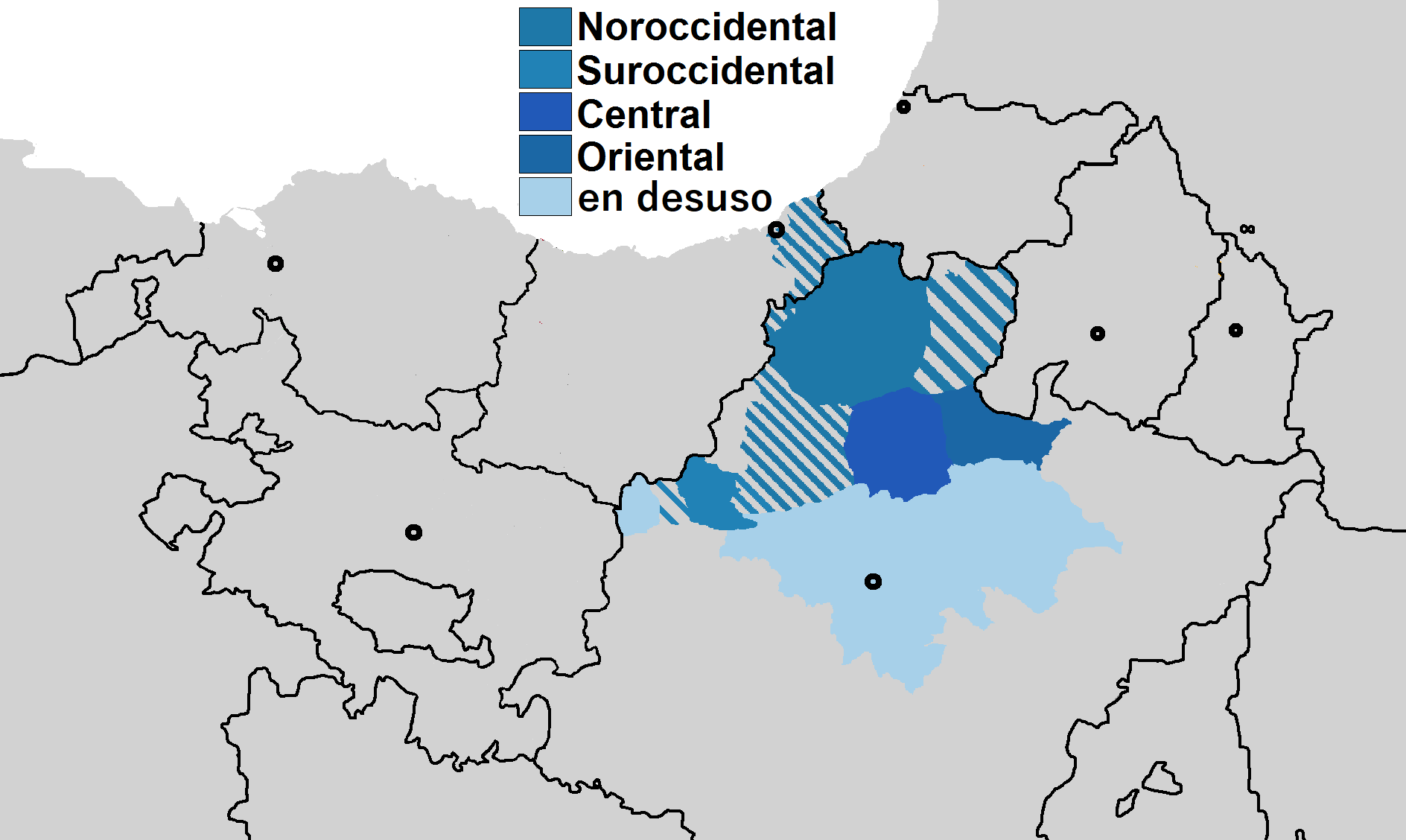
Dialectes navarresos del basc.

El basc alt navarrès (goi-nafarrera en basc) és el dialecte del basc parlat a la part central i nord de Navarra així com a l'extrem oriental de Guipúscoa i la frontera occidental baix-navarresa amb Navarra. Aquesta denominació es correspon amb la classificació feta per Louis Lucien Bonaparte a finals del segle xix, que al seu torn tenia dues variants, l'alt-navarrès meridional i l'alt-navarrès septentrional. Posteriors estudis, com els realitzats per Koldo Zuazo, reanomenen aquest dialecte com a navarrès (nafarrera en basc) o basc navarrès (nafarroako euskara en basc).

## Subdialectes (azpieuskalkiak)
El príncep Bonaparte va dividir en dos el dialecte alt-navarrès. D'una banda va distingir l'alt-navarrès meridional i l'alt-navarrès septentrional.
No obstant, Koldo Zuazo va reorganitzar i reanomenar els dialectes de l'èuscar i va denominar aquest dialecte simplement com a navarrès, agrupant zones com Araitz, Larraun, Basaburua i Imotz amb el dialecte guipuscoà denominant-lo central.
L'alt navarrès meridional (hegoaldeko goi-nafarrera en euskera) va ser el dialecte més extens i parlat a Navarra, el dialecte propi de Pamplona, es parlava a la zona central de la comunitat foral amb zones frontereres com Valdega, La Solana, Oteiza, Villatuerta, Cirauqui, Mañeru, Puente la Reina, Izarbeibar, Artajona, Pueyo, Orbaibar, Lerga, Uxue, Galipentzu, Zare, Sangüesa, Leatxe, Lumbier i Urraul.
Actualment, la seva extensió s'ha reduït de Pamplona al nord del que abans abastava i es troba en perill d'extinció, ja que la seva transmissió natural s'hauria interromput a la majoria del territori on es parlava, si bé es manté, però, a les valls d'Erroibar, Eguesibar i Esteribar. El dialecte d'Erroibar i Esteribar ha estat estudiat recentment per la professora Orreaga Ibarra a diverses publicacions. No obstant això, a les escoles (on el model D és majoritari), es procura mantenir les formes i expressions pròpies de les valls amb la intenció de conservar l'alt-navarrès meridional.
L' alt navarrès septentrional (iparraldeko goi-nafarrera en euskera) és, per tant, el dialecte o subdialecte més estès en l'actualitat, i es parla en zones com Arakil, Lakuntza, Arbizu, Irañeta, Arruazu, Larraun, Araitz, Bortziri, Imotz, Basaburua Menor i Major, Arano, Goizueta, Leitza, Areso, Ultzama, Anue, Malerreka, Bertizarana. El dialecte d'Ultzama ha estat estudiat en profunditat per la dialectòloga Orreaga Ibarra en una monografia publicada el 1995. Com ja hem esmentat abans Araitz, Larraun, Basaburua i Imotz oscil·larien entre el navarrès i el central o dialecte guipuscoà. També es parla a l'est de Guipúscoa a Irun, Hondarribia, Lezo i Oiartzun. Aquest subdialecte no n'ha interromput la transmissió natural. És un dialecte amb característiques poc nítides i les parles es diferencien força les unes de les altres. Per exemple, l'euskera parlat a Sakana té similituds amb el guipuscoà parlat a Navarra.
Com ja hem dit abans, alguns autors reagrupen aquests dos dialectes en un de sol, anomenat navarrès.
L'aezcoà, dialecte propi de la vall d'Aezkoa, podria ser una parla de transició, entre l'alt-navarrès i el baix-navarrès (salacenc). Segons la majoria (Bonaparte, Campión, Azkue o Iñaki Camino, entre altres) és possible que formi part del segon, el baix navarrès del Salazar.
No obstant, fins fa poc temps, es considerava que el salacenc formava part del baix navarrès oriental i que el roncalès era un dialecte a part. Recentment, alguns lingüistes han classificat el salacenc i el roncalès com a subdialectes d'un dialecte propi, independent a l'Alt navarrès, al qual han denominat alt navarrès oriental.
El basc parlat a la Vall de Baztan seria un basc intermedi entre el navarrès i el dialecte labortà. Alguns autors el consideren una varietat del labortà, la continuïtat del mateix a l'altra banda dels Pirineus. El príncep Bonaparte el va nomenar com a alt-navarrès septentrional i Koldo Zuazo com a navarrès, però el Diccionari General Basc prefereix mantenir-ho diferenciat del navarrès, com a dialecte independent.

## Trets sociolingüístics
Es tracta del dialecte basc més estès a Navarra i la seva major característica és la seva diversitat, sent per exemple força diferenciables les formes de les valls de Sakana i Baztan.

## Literatura
Les varietats navarreses no han estat en general molt utilitzades en l'escriptura, comparades amb altres varietats com el labortà i el guipuscoà. El primer llibre escrit en aquest dialecte de l'euskera seria la "Doctrina Christiana de Sancho de Elso", o el "Tractat de Sentir Missa" (1621) escrit per Juan de Beriáin, natural d'Uterga, i que no s'ha conservat fins als nostres dies. En aquest llibre l'autor declarava que escrivia en l'euskera de Pamplona:
| « | "Escric en el que es parla a Pamplona, perquè és la capital d'aquest regne, i és el que més estès està i millor s'entén a tot Navarra" | » |

Un altre autor destacable és Joaquín de Lizarraga, fill i rector d'Elkano, qui va escriure nombrosos sermons i llibres d'oracions, que va resultar un material imprescindible per conèixer millor la varietat lingüística parlada a la Cuenca de Pamplona o Iruñerria.
També s'han escrit nombrosos sermons, documents administratius i altres tipus de documents que han facilitat l'estudi d'aquest dialecte de manera escrita.